# Alexander Werth (Journalist)
Alexander Werth (* 22. Januarjul. / 4. Februar 1901greg. in St. Petersburg; † 5. März 1969 in Paris) war ein russisch-britischer Journalist und Historiker. Bekannt wurde er vor allem dank seiner Bücher über die Sowjetunion und die Kämpfe der Roten Armee im Zweiten Weltkrieg.

## Leben
Alexander Werth wurde 1901 in Sankt Petersburg in einer deutschbaltischen Familie geboren. Sein Vater, Adolf Werth, war ein Industrieller, der vor den Wirren der Oktoberrevolution 1917 nach Großbritannien floh. Von 1919 bis 1922 studierte Alexander Werth Geschichte, Philosophie und Literaturwissenschaft an der University of Glasgow.
Während des Zweiten Weltkriegs (fast gleich nach Kriegsbeginn am 2. Juli 1941 flog er nach Moskau) war er Korrespondent der Sunday Times und der BBC in der Sowjetunion – er verfasste die Russischen Kommentare, die sonntagmittags über BBC ausgestrahlt wurden. Er sprach russisch wie ein Einheimischer.
In seinen Kommentaren und Analysen verteidigte Werth den Ribbentrop-Molotow-Pakt. Auch äußerte er Verständnis dafür, dass der sowjetische Geheimdienst NKWD gefangene polnische Offiziere tief in das russische Hinterland deportierte. Er nahm an mehreren Reisen zu Kriegsschauplätzen teil, die die Propaganda-Abteilung der Roten Armee für eine kleine Gruppe ausgesuchter ausländischer Korrespondenten organisierte, darunter in das belagerte Leningrad, nach Stalingrad, an die Front beim Einmarsch in Rumänien sowie nach Majdanek unmittelbar nach der Befreiung des Konzentrationslagers.
Im Januar 1944 gehörte er zu den Journalisten, die, begleitet von Propaganda-Offizieren, die Massengräber der ermordeten polnischen Offiziere im Wald von Katyn besuchen durften. In seinen Artikeln darüber vertrat er die offizielle sowjetische Version, die deutschen Besatzer hätten das Massaker von Katyn verübt. Einige der Artikel wurden deshalb auch in Zeitungen und Büchern über Katyn, die im Ostblock erschienen, nachgedruckt oder in Auszügen zitiert.
1945 beteiligte sich Werth neben Jerome Davis, John Hersey, Richard Lauterbach, Edgar Snow und Edmund Stevens an einer Kampagne prosowjetischer Journalisten gegen den Verleger und Publizisten William Lindsay White, der in seinem Buch „Report on the Russians“ das Sowjetsystem als Parteidiktatur beschrieben hatte, in dem die Massen unterdrückt und ausgebeutet würden. Auch nach dem Krieg blieb er als Korrespondent des Guardian bis 1949 in der Sowjetunion. 1946 durfte er eines der wenigen Interviews mit Stalin führen.
In seinem 1964 erschienenen Buch Russia at War rückte er von seiner bisherigen Einschätzung des Falles Katyn ab. Er stellte Argumente für eine deutsche wie für eine sowjetische Täterschaft gegenüber. So referierte er ausführlich den auch auf Englisch erschienenen Dokumentenband, den im Namen der polnischen Exilregierung in London General Władysław Anders 1949 herausgegeben hatte. Doch sah er auch Unstimmigkeiten in der Argumentation der Exilpolen, die die sowjetische Seite des Massenmordes beschuldigten. Auch führte er an: „Die Technik dieser Massenmorde war eher deutsch, als russisch.“ Eine endgültige Klärung könne allerdings erst eine Öffnung der sowjetischen Archive erbringen.
Russia at War (deutsch Russland im Krieg 1941–1945) beruht auf seinen eigenen Erfahrungen und zahlreichen Interviews. Dabei kam es ihm nach eigenen Worten weniger auf militärische Details an als auf die menschlichen und politischen Aspekte. Der Krieg werde aus der Sicht des russischen Volkes geschildert. In Nahaufnahmen genannten Abschnitten lässt er seine Gesprächspartner direkt sprechen, darunter die sowjetischen Marschälle Schukow, Rokossowski, Sokolowski, Malinowski, Tschuikow sowie die Kriegskorrespondenten und Schriftsteller Ilja Ehrenburg und Konstantin Simonow. Auch schilderte er seine Begegnungen mit dem Regisseur Sergej Eisenstein sowie den Komponisten Sergej Prokofjew und Dmitri Schostakowitsch.
Von Kritikern wurde ihm dabei allerdings eine zu große Nähe zur sowjetischen Sicht vorgeworfen. Nach eigenem Bekenntnis war er stolz darauf, dass der Schriftsteller Boris Pasternak ihn als „wortgewaltigsten sowjetischen Propagandisten“ bezeichnet habe.
Es folgten weitere Bücher über die Sowjetunion (Russia: Hopes and Fears, Russia: The Post War Years, Russia under Khrushchev), den Russlandkrieg (Moscow 1941, Leningrad, The Year of Stalingrad). Nach seiner Übersiedlung nach Paris verfasste er Bücher zur französischen Zeitgeschichte (z. B. The Twilight of France 1933–1940) sowie Biographien über Subhash Chandra Bose und Charles de Gaulle.
In seinen letzten Lebensjahren sah sich Werth zunehmend dem Vorwurf ausgesetzt, er habe in seinen Werken die stalinschen Säuberungen verharmlost, den Antisemitismus Nikita Chruschtschows ignoriert sowie herablassend über Dissidenten geschrieben. Nach einem Angriff der Literaturnaja gaseta auf ihn musste er öffentlich einräumen, dem russischen Schriftsteller Valentin Katajew sowjetkritische Äußerungen in den Mund gelegt zu haben, die nicht von diesem stammten.
Werth hoffte nach Auskunft seines Sohnes, des französischen Historikers Nicolas Werth, auf eine Liberalisierung des Sowjetregimes. Der Einmarsch von Truppen des Warschauer Paktes in die ČSSR 1968 habe alle seine Hoffnungen darauf zunichtegemacht und Anteil daran gehabt, dass er sich das Leben genommen habe.

## Veröffentlichungen
- Russia at War 1941–1945. Basic Books, ISBN 0-7867-0722-4.
  - Deutsche Ausgabe: Russland im Krieg. Knaur 1965.
- France 1940–1955: The De Gaulle Revolution. New York 1956.
- Der zögernde Nachbar. Droste Verlag 1957.
- The Strange History of Pierre Mendès France and the Great Conflict over French North Africa. Barrie, London 1957.